# Camillo Cibo
Camillo Cibo (ur. 25 kwietnia 1681 w Massie, zm. 12 stycznia 1743 w Rzymie) – włoski kardynał.

## Życiorys
Urodził się 25 kwietnia 1681 w Massie, jako syn Carla Cibo i Teresy Pamphilj. Studiował na La Sapienzy, gdzie uzyskał stopień doktora utroque iure. 5 lipca 1705 roku przyjął święcenia kapłańskie. Następnie został klerykiem Kamery Apostolskiej. W latach 1715–1730 był władcą Ferentino i Ajello. 11 lutego 1718 roku został łacińskim patriarchą Konstantynopola, a trzynaście dni później przyjął sakrę. W tym samym roku został także asystentem Tronu Papieskiego. Ponieważ nie udało mu się wprowadzić reform w Kamerze Apostolskiej, w 1723 roku zrzekł się wszelkich funkcji w Kurii Rzymskiej i przeniósł się nieopodal Spoleto. Dwa lata później Benedykt XIII wezwał go do Rzymu i uczynił prefektem Pałacu Apostolskiego. W 1726 roku rozważano jego nominację na sekretarza stanu, jednakże jego oczywisty sprzeciw wobec powszechnej wówczas dezorganizacji administracyjnej, sprawił, że stanowisko otrzymał Nicolò Maria Lercari. Cibo został kreowany kardynałem prezbiterem 23 marca 1729 roku i otrzymał kościół tytularny S. Stefano al Monte Celio. Rok później został przeorem zakonu joannitów, jednak już w 1731 roku zrezygnował i osiadł w eremie niedaleko Gaety. Zmarł na artretyzm 12 stycznia 1743 roku w Rzymie.